# تد راس
تد راس (انگلیسی: Ted Ross؛ ۳۰ ژوئن ۱۹۳۴ – ۳ سپتامبر ۲۰۰۲) یک هنرپیشه اهل ایالات متحده آمریکا بود. وی بین سال‌های ۱۹۶۸ تا ۱۹۹۱ میلادی فعالیت می‌کرد.
از فیلم‌ها یا برنامه‌های تلویزیونی که وی در آن نقش داشته است می‌توان به ویز، آرتور، دزدی خانه و دانشکده پلیس اشاره کرد.